# کیم جو-چان
کیم جو-چان (انگلیسی: Kim Ju-chan؛ زادهٔ ۲۹ مارس ۲۰۰۴) بازیکن فوتبال اهل کره جنوبی است که در حال حاضر برای گیمچئون سانگمو در پست مهاجم بازی می‌کند.
از باشگاه‌هایی که در آن بازی کرده است می‌توان به سوون سامسونگ بلووینگز اشاره کرد.
وی همچنین در تیم‌های ملی فوتبال زیر ۲۰ سال و زیر ۲۳ سال کره جنوبی بازی کرده است.

## زندگی و حرفه

### اوایل زندگی
کیم جو-چان در ۲۹ مارس ۲۰۰۴ به دنیا آمد. او یک خواهر بزرگ‌تر دارد. خانواده‌اش زمانی که شش سال داشت به سوون نقل مکان کردند. پدرش فوتبالیست آینده‌داری بود که باعث شد او در سال ۲۰۱۰ بازی فوتبال را آغاز کند. کیم پس از آنکه یکی از مربیان مدرسه او را شناسایی کرد، به مدرسه ابتدایی سریو منتقل شد. او در مدرسه راهنمایی دانشگاه چونگ-آنگ تحصیل کرد و در دبیرستان دانشگاه چونگ-آنگ ثبت‌نام شد. پس از یک سال، او به دبیرستان سوون منتقل شد و برای باشگاه فوتبال آن در پست مهاجم نوک بازی کرد. پیش از آخرین سال تحصیلش در دبیرستان، مدیر برنامه‌هایش از علاقهٔ سوون سامسونگ بلووینگز به جذب او خبر داد.

### دوران باشگاهی
در سال ۲۰۲۲، کیم به‌عنوان جذب آزاد توسط سوون سامسونگ بلووینگز به خدمت گرفته شد. او نخستین بازی حرفه‌ای‌اش را در هفتهٔ اول فصل کی‌لیگ ۱ ۲۰۲۳ در دیدار برابر گوانگجو انجام داد. در ماه مه، او نخستین گل خود را در دور چهارم جام حذفی ۲۰۲۳ به ثمر رساند و تیمش را به پیروزی ۱–۰ مقابل دئگو و راهیابی به یک‌چهارم نهایی رساند.
نخستین گل کیم در کی‌لیگ ۱، دو ماه بعد در دوازدهمین بازی‌اش و اولین بازی کاملش به ثمر رسید؛ او گل سوم تیم را در دقیقهٔ ۴۵ نیمهٔ دوم بازی برابر اولسان هیوندای به ثمر رساند که با نتیجهٔ ۳–۱ به پیروزی رسیدند. او به‌دلیل عملکردش در هفتهٔ بیست‌وسوم کی‌لیگ ۱، در تیم منتخب هفته قرار گرفت. او در هفتهٔ بعد نیز در بازی برابر گانگوون گل زد و تیمش با نتیجهٔ ۲–۱ پیروز شد تا دومین پیروزی پیاپی را تجربه کند. سوون که پیش‌تر در ردهٔ آخر جدول دوازده‌تیمی قرار داشت، پس از این دیدارها به رتبهٔ یازدهم صعود کرد که کیم در این موفقیت نقش داشت.
کیم در آوریل ۲۰۲۵ به گیمچئون سانگمو پیوست تا خدمت اجباری نظامی خود را انجام دهد.

## دوران ملی
در سال ۲۰۲۲، کیم به زیر ۲۰ سال دعوت شد. او یکی از سه بازیکن دبیرستانی حاضر در تیم بود و تنها کسی بود که در تیم باشگاهی یا تیم پایهٔ حاضر در سطح حرفه‌ای بازی نمی‌کرد. سال بعد، او برای رقابت‌های انتخابی جام ملت‌های زیر ۲۳ سال آسیا ۲۰۲۴ به زیر ۲۳ سال کره جنوبی دعوت شد.